# Liechtensteins geografi
Liechtenstein ligger øverst i Rhindalen i de europæiske Alper. Hele den vestlige grænse til landet er dannet af denne flod. Fra nord til syd er landet kun 24 km langt. Landet ligger ganske højt over havet, specielt i øst hvor landets højeste punkt når 2.599 meter. Til trods for de alpine forhold gør de dominerende sydlige vinde at klimaet i landet er relativt mildt. Om vinteren er bjergsiderne et yndet sted for vintersport. 
Nye opmålinger af landets grænser i 2006 gav landet et areal på 160,475 km², og viste at landet har 77,9 km grænse. Nye målemetoder, som gjorde det enklere at måle nøjagtig i bjergregioner, afslørede dermed at landets grænse var 1,9 km længere end man tidligere havde troet. Til trods for at det tyske sprog dominerer i Liechtenstein deler landet ikke grænse med Tyskland. 
Liechtenstein er det sjette mindste uafhængige land i verden efter areal. 
Liechtenstein er den eneste dobbelt-indlandsstat i Europa. Landet er den ene ud af de to eneste dobbelt-indlandsstater i verden. Den anden indlandsstat er Usbekistan i Central-Asien. 

## Klima
Klimaet i Liechtenstein er stærkt præget af Alperne som omgiver landet i alle retninger. Her findes mange dybe og små dale, og klimaet i dalene er ofte ganske forskellige fra klimaet i højden. Dalene og bjergsiderne som vender mod nord er ofte kolde med meget skyet vejr om vinteren. Af og til kan kraftig fønvind presse temperaturerne op i 10 °C og højere, mens sydvendte sider ofte har mere sol om vinteren. Nætterne holder sig kolde til ud i maj, men fra da af kan eftermiddagene ofte byde på behagelige temperaturer med undtagelse af enkelte regnbyger nu og da. Varmen fra sommersolen fører ofte til tordenvejr om sommeren. September og tidlig oktober er den tørreste og mest tempererede tid på året. 

## Statistik
Areal: 160,475 km² (land, 0 km² vand)
Landegrænser:

totalt:
76 km

grænseland:
Østrig 35 km, Schweiz 41 km
Kystlinje:
0 km 
Naturressourcer:
vandkraft, dyrkbar mark
Arealbrug:

dyrket mark:
24%

permanente avlinger:
0%

permanente beiteområder:
16%

skovsområder:
35%

andet:
25% (1993 est.)

## Yderpunkter
- Nord – Rhinen 47°16′15″N 9°31′51″Ø / 47.27083°N 9.53083°Ø
- Syd – toppen af Mazerakopf (2452 m) 47°2′55″N 9°33′26″Ø / 47.04861°N 9.55722°Ø
- Øst – Nenzinger Himmel 47°2′55″N 9°33′26″Ø / 47.04861°N 9.55722°Ø
- Vest – Rhinen 47°3′46″N 9°28′18″Ø / 47.06278°N 9.47167°Ø
- Højeste punkt – Vorder Grauspitz (2599 m) 47°3′10″N 9°34′54″Ø / 47.05278°N 9.58167°Ø
- Laveste punkt – Bangserfeld (429 m) 47°15′57″N 9°32′14″Ø / 47.26583°N 9.53722°Ø